# Rusudan Goletiani
Rusudan Goletiani (georgisch რუსუდან გოლეთიანი; * 8. September 1980 in Sochumi, Abchasien) ist eine georgisch-US-amerikanische Schachspielerin. 

## Leben
Rusudan Goletiani stammt aus Abchasien, einer Region Georgiens, in der ab 1992 ein Bürgerkrieg herrschte, in deren Kriegshandlungen ihre Mutter starb. Im Mai 2000 gelang es ihr, in die Vereinigten Staaten auszuwandern, wo sie zuerst in Brighton Beach auf Coney Island lebte, später im nördlich von New York City gelegenen Westchester County. Obwohl sie 2000 zu den weltbesten Schachspielerinnen gehörte, dauerte es vier Jahre, bis sie an US-Meisterschaften teilnehmen durfte. 2004 erhielt sie die Samford Fellowship, ein zweijähriges Stipendium für Schachspieler. Sie hat einen Abschluss der Columbia University. Seit Juni 2006 betreibt sie in Winchester, NY die Westchester Chess Academy. Sie ist Mutter von drei Kindern.

## Erfolge
1994 gewann sie die U14-Mädchen-Weltmeisterschaft in Szeged, 1995 die U16-Weltmeisterschaft der weiblichen Jugend in Guarapuava, Brasilien, 1997 die U18-Weltmeisterschaft der Mädchen in Jerewan. Bei der Jugendeuropameisterschaft in der Altersklasse U20 weiblich 1998 in Jerewan wurde sie hinter Sopio Tqeschelaschwili Zweite. Durch einen mit Nino Churzidse geteilten ersten Platz bei einem Zonenturnier in Georgien im Jahr 2000 qualifizierte sie sich für die Frauenweltmeisterschaft 2000, die in Neu-Delhi stattfand. Dort schied sie in der ersten Runde gegen Nana Iosseliani aus. 2003 siegte sie bei der amerikanischen Kontinentalmeisterschaft in San Cristóbal, Venezuela und qualifizierte sich damit erneut für eine Frauenweltmeisterschaft. Bei dem 2004 in Elista ausgetragenen Turnier schied sie in der ersten Runde gegen Corina-Isabela Peptan aus. 2005 gewann sie in San Diego die US-Frauenmeisterschaft. Für die US-amerikanische Frauennationalmannschaft spielte sie zum ersten Mal bei der Schacholympiade 2006, wo sie am dritten Brett beim vierten Platz der Mannschaft 8,5 Punkte aus 12 Partien holte (+6 =5 −1), was gleichzeitig eine Großmeister-Norm (GM) bedeutete. Bei der Schacholympiade 2008 erreichte sie mit der US-Mannschaft den dritten Platz und erhielt zusätzlich eine individuelle Silbermedaille für ihr verlustpartiefreies Ergebnis von 9 aus 11 am dritten Brett (+7 =4 −0). 2012 nahm sie zum dritten Mal an einer Schacholympiade teil, außerdem gehörte Goletiani bei der Mannschaftsweltmeisterschaft der Frauen 2009 zur US-Auswahl.
Sie trägt seit 1999 den Titel Großmeister der Frauen (WGM) und ist seit 2009 Internationaler Meister (IM). Die IM-Normen erfüllte sie bei der USA-Meisterschaft 2006 in San Diego und bei der Schacholympiade der Frauen 2008 in Dresden. Mit ihrer bisher höchsten Elo-Zahl von 2403 lag Goletiani im Oktober 2006 auf Platz 50 der Frauenweltrangliste der FIDE.